# Mike Bibby
Michael Bibby, detto Mike (Cherry Hill, 13 maggio 1978), è un ex cestista e allenatore di pallacanestro statunitense, professionista nella NBA.
È figlio di Henry Bibby, ex cestista e allenatore, nipote di Jim Bibby, ex giocatore di baseball, e cognato di Eddie House, anch'egli professionista in NBA e con cui è stato compagno di squadra nei Miami Heat e nei Sacramento Kings; è inoltre cugino di Robbie Findley, attaccante del Toronto FC, e di Shaun McDonald, giocatore di football americano.

## College
Frequenta per due anni la University of Arizona, con cui vince il titolo NCAA 1996-97 in finale contro la University of Kentucky. In questa partita Bibby è uno dei migliori in campo e realizza 20 punti. Dopo un altro anno di college, in cui Arizona non riesce a ripetersi nella vittoria del titolo, si rende eleggibile per il draft NBA 1998, nel quale è selezionato al 1º turno come 2º scelta.

## NBA

### Vancouver Grizzlies
Trascorre tre stagioni ai Vancouver Grizzlies, dove tiene ottime cifre a livello realizzativo. Il suo primo anno (1998-99) tiene 13,2 punti, 6,5 assist e 2,7 rimbalzi, e viene scelto nell'NBA All-Rookie, la formazione ideale delle matricole della stagione. L'anno da sophomore e il successivo migliora le sue cifre, prima a 14,5 e poi a 15,9 punti a partita. Nonostante ciò le annate dei suoi Grizzlies sono sempre disastrose, tanto che alla fine dell'anno la franchigia si muoverà da Vancouver a Memphis. Ma Bibby non segue i suoi ormai ex compagni nel Tennessee, bensì vola in California, scambiato ai Sacramento Kings.

### Sacramento Kings
Giunge a Sacramento nell'estate del 2001 in cambio dello spettacolare playmaker Jason Williams e della guardia ormai in declino Nick Anderson. Ai Kings Bibby è un perfetto interprete del gioco della squadra di Rick Adelman: conduce il gioco con velocità, mette in luce la sua bravura nello svolgimento del pick and roll con i lunghi della squadra Chris Webber e Vlade Divac, nonché il suo gran tiro dalla media e lunga distanza. La stagione 2001-02 è la migliore dei Sacramento Kings da diversi decenni, e Bibby è spesso incaricato di prendersi i tiri decisivi nelle gare importanti: nelle finali della Western Conference contro i Los Angeles Lakers segna il canestro della vittoria in gara-5, e si prende molti tiri decisivi, realizzandone una grande quantità, nella sfortunata gara-7 che vede trionfare ed andare alle Finals i rivali della Città degli Angeli. Alla fine della stagione rinnova con i Kings per 7 anni, con un contratto che gli frutta complessivamente 80,5 milioni di dollari.
La stagione 2002-03 lo vede bloccato da alcuni infortuni, e disputa solo 55 gare, tenendo comunque una media più che discreta di 15,9 punti a partita, con i Kings che arrivano secondi a Ovest ma nemmeno quest'anno riescono ad arrivare in finale. La stagione 2003-04 è da menzionare perché è molto buona dal punto di vista realizzativo: ben 1506 punti totali, ovvero 18,4 a gara. Ai play-off Sacramento si ferma al secondo turno, ma elimina i Dallas Mavericks dopo una straordinaria gara-5 dove Bibby segna 36 punti.
Il vecchio gruppo che dominava la Western Conference ai Kings stava scomparendo, con il ritiro di Doug Christie (che gira diverse squadre per poche partite) e Divac (dopo un breve ritorno ai Lakers) e la partenza di Webber (infortuni e partenza con meta Philadelphia 76ers), rimangono solo Bibby e Peja Stojaković. Così Mike acquisisce ancora una maggior leadership, le sue cifre aumentano conseguentemente per le annate 2004-05 e 2005-06 (19,4 ppg nella prima, 21,1 ppg con il 38% da tre punti nella seconda), ma il bilancio di queste stagioni è decisamente peggiore rispetto alle precedenti. Il 2006-07 è l'ultimo campionato disputato interamente con la franchigia californiana, realizzando 17,1 punti di media a partita. Infatti, durante l'annata successiva, quello che è una delle più grandi bandiere dei Kings nel loro periodo a Sacramento, viene ceduto agli Atlanta Hawks.

### Atlanta Hawks
Il 16 febbraio 2008 Bibby si trasferisce ad Atlanta in cambio di Shelden Williams, Anthony Johnson, Tyronn Lue, Lorenzen Wright e una seconda scelta nel Draft NBA 2008. In questi anni nella Georgia soffre di diversi infortuni al quadricipite e al tallone, tanto che le sue medie sono meno brillanti già dal primo anno (13,9 punti) e anche nel secondo (14,1 punti e 6,6 assist a gara). Rinnova il contratto per tre anni per complessivi 18 milioni di dollari.
Nel campionato 2009-10 per la prima volta chiude una stagione al di sotto della doppia cifra per punti di media: 9,1 punti, uniti a 3,9 assist, 2,3 rimbalzi e 0,8 palle rubate, in 27,1 minuti a partita. A febbraio 2011, in una stagione dalla prospettiva statistica simile a quella precedente, ma dal punto di vista motivazionale e qualitativo inferiore alla precedente, viene ceduto ai Washington Wizards assieme a Jordan Crawford e Maurice Evans in cambio di Kirk Hinrich, Hilton Armstrong e una seconda scelta al draft.

### Washington Wizards

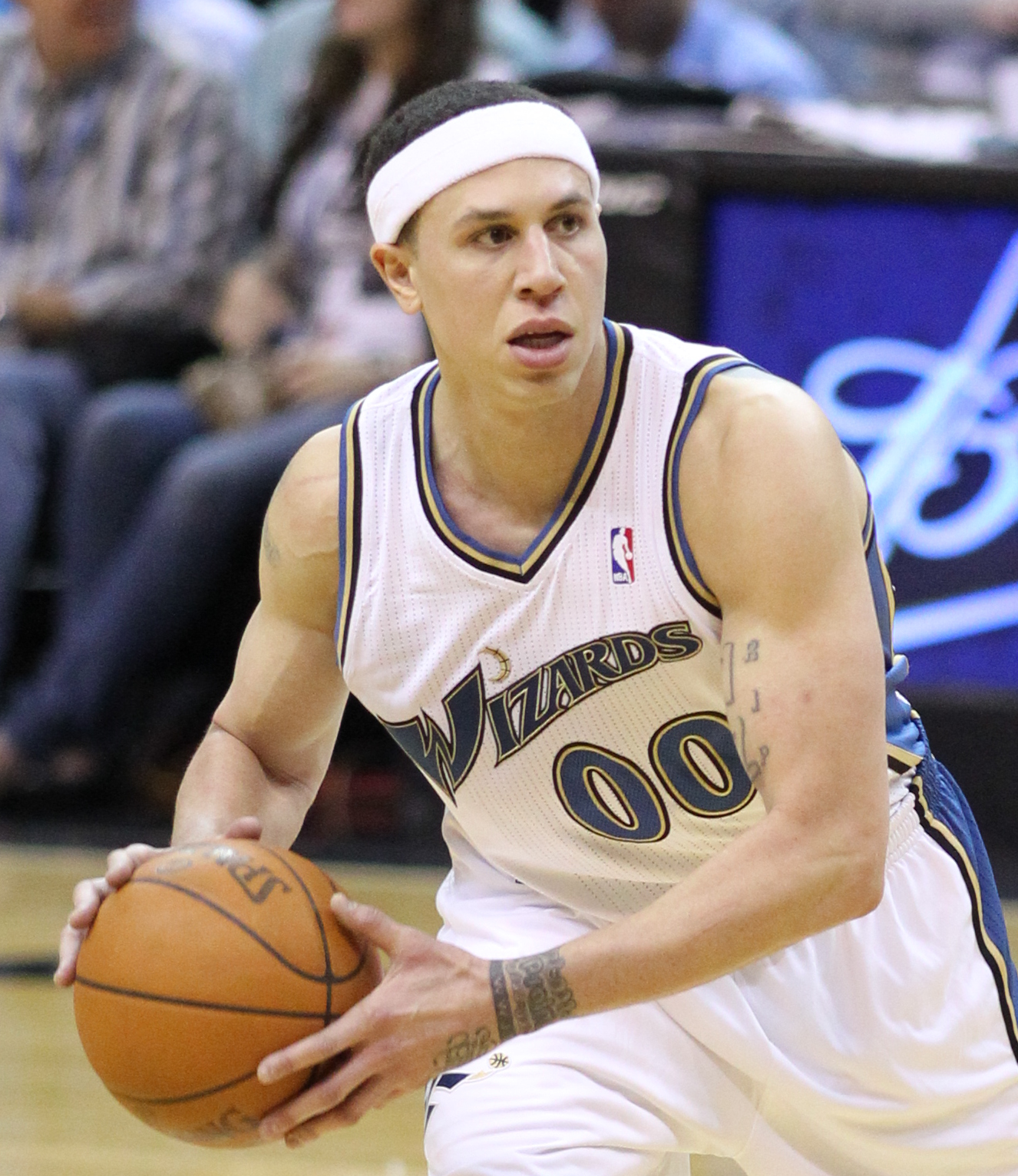
In una delle due partite nella capitale

La sua permanenza nel Distretto della Columbia è brevissimo: dal 23 febbraio al 28 febbraio 2011, meno di una settimana. Questo tempo gli è sufficiente a giocare due gare e a realizzare un solo canestro da due punti, assieme però a 8 assist complessivi. Di comune accordo, il giocatore e la società rescindono il contratto.

### Miami Heat
Il 2 marzo 2011, free agent, firma per i Miami Heat. Con la maglia degli Heat ha disputato le prime Finali NBA in carriera contro i Dallas Mavericks, che battono gli Heat per 4-2 vincendo il primo titolo NBA nella loro storia.

### New York Knicks
L'11 dicembre 2011 firma con i New York Knicks. A fine stagione diventa free agent.

## Statistiche

### College
| Anno       | Squadra          | PG | PT | MP   | TC%  | 3P%  | TL%  | RP  | AP  | PRP | SP  | PP   |
| ---------- | ---------------- | -- | -- | ---- | ---- | ---- | ---- | --- | --- | --- | --- | ---- |
| 1996-1997† | Arizona Wildcats | 34 | 34 | 32,6 | 44,5 | 39,4 | 70,1 | 3,2 | 5,2 | 2,2 | 0,2 | 13,5 |
| 1997-1998  | Arizona Wildcats | 35 | 35 | 32,0 | 46,4 | 38,7 | 75,5 | 3,0 | 5,7 | 2,4 | 0,2 | 17,2 |
| Carriera   | Carriera         | 69 | 69 | 32,3 | 45,6 | 39,0 | 73,0 | 3,1 | 5,5 | 2,3 | 0,2 | 15,4 |

### NBA

#### Regular Season
| Anno      | Squadra             | PG    | PT  | MP   | TC%  | 3P%  | TL%  | RP  | AP  | PRP | SP  | PP   |
| --------- | ------------------- | ----- | --- | ---- | ---- | ---- | ---- | --- | --- | --- | --- | ---- |
| 1998-1999 | Vancouver Grizzlies | 50    | 50  | 35,2 | 43,0 | 20,3 | 75,1 | 2,7 | 6,5 | 1,6 | 0,1 | 13,2 |
| 1999-2000 | Vancouver Grizzlies | 82    | 82  | 38,5 | 44,5 | 36,3 | 78,0 | 3,7 | 8,1 | 1,6 | 0,2 | 14,5 |
| 2000-2001 | Vancouver Grizzlies | 82    | 82  | 38,9 | 45,4 | 37,9 | 76,1 | 3,7 | 8,4 | 1,3 | 0,1 | 15,9 |
| 2001-2002 | Sacramento Kings    | 80    | 80  | 33,2 | 45,3 | 37,0 | 80,3 | 2,8 | 5,0 | 1,1 | 0,2 | 13,7 |
| 2002-2003 | Sacramento Kings    | 55    | 55  | 33,4 | 47,0 | 40,9 | 86,1 | 2,7 | 5,2 | 1,3 | 0,1 | 15,9 |
| 2003-2004 | Sacramento Kings    | 82    | 82  | 36,3 | 45,0 | 39,2 | 81,5 | 3,4 | 5,4 | 1,4 | 0,2 | 18,4 |
| 2004-2005 | Sacramento Kings    | 80    | 80  | 38,6 | 44,3 | 36,0 | 77,5 | 4,2 | 6,8 | 1,6 | 0,4 | 19,6 |
| 2005-2006 | Sacramento Kings    | 82    | 82  | 38,6 | 43,2 | 38,6 | 84,9 | 2,9 | 5,4 | 1,0 | 0,1 | 21,1 |
| 2006-2007 | Sacramento Kings    | 82    | 82  | 34,0 | 40,4 | 36,0 | 83,0 | 3,2 | 4,7 | 1,1 | 0,1 | 17,1 |
| 2007-2008 | Sacramento Kings    | 15    | 12  | 31,5 | 40,6 | 39,3 | 74,2 | 3,7 | 5,0 | 1,3 | 0,1 | 13,5 |
| 2007-2008 | Atlanta Hawks       | 33    | 32  | 33,3 | 41,4 | 36,9 | 79,7 | 3,2 | 6,5 | 1,1 | 0,1 | 14,1 |
| 2008-2009 | Atlanta Hawks       | 79    | 79  | 34,7 | 43,5 | 39,0 | 78,9 | 3,5 | 5,0 | 1,2 | 0,1 | 14,9 |
| 2009-2010 | Atlanta Hawks       | 80    | 80  | 27,4 | 41,6 | 38,9 | 86,1 | 2,3 | 3,9 | 0,8 | 0,0 | 9,1  |
| 2010-2011 | Atlanta Hawks       | 56    | 56  | 29,9 | 43,5 | 44,1 | 63,0 | 2,6 | 3,6 | 0,7 | 0,1 | 9,4  |
| 2010-2011 | Wash. Wizards       | 2     | 0   | 14,5 | 11,1 | 0,0  | -    | 1,5 | 4,0 | 0,5 | 0,0 | 1,0  |
| 2010-2011 | Miami Heat          | 22    | 12  | 26,5 | 43,7 | 45,5 | 62,5 | 2,2 | 2,5 | 0,5 | 0,1 | 7,3  |
| 2011-2012 | N.Y. Knicks         | 39    | 4   | 14,3 | 28,2 | 31,8 | 75,0 | 1,5 | 2,1 | 0,5 | 0,1 | 2,6  |
| Carriera  | Carriera            | 1.001 | 950 | 33,9 | 43,6 | 37,9 | 80,2 | 3,1 | 5,5 | 1,2 | 0,1 | 14,7 |

#### Playoffs
| Anno     | Squadra          | PG  | PT  | MP   | TC%  | 3P%  | TL%  | RP  | AP  | PRP | SP  | PP   |
| -------- | ---------------- | --- | --- | ---- | ---- | ---- | ---- | --- | --- | --- | --- | ---- |
| 2002     | Sacramento Kings | 16  | 16  | 41,3 | 44,4 | 42,4 | 82,6 | 3,8 | 5,0 | 1,4 | 0,2 | 20,3 |
| 2003     | Sacramento Kings | 12  | 12  | 33,7 | 42,2 | 28,2 | 79,4 | 2,6 | 5,0 | 1,2 | 0,4 | 12,7 |
| 2004     | Sacramento Kings | 12  | 12  | 41,4 | 42,9 | 43,6 | 87,3 | 4,2 | 7,0 | 1,9 | 0,4 | 20,0 |
| 2005     | Sacramento Kings | 5   | 5   | 40,0 | 39,1 | 21,7 | 77,8 | 4,4 | 6,6 | 1,4 | 0,4 | 19,6 |
| 2006     | Sacramento Kings | 6   | 6   | 42,5 | 34,8 | 34,6 | 90,0 | 3,8 | 5,2 | 1,5 | 0,0 | 16,7 |
| 2008     | Atlanta Hawks    | 7   | 7   | 36,0 | 33,8 | 29,2 | 65,6 | 3,1 | 3,1 | 0,6 | 0,3 | 10,3 |
| 2009     | Atlanta Hawks    | 11  | 11  | 35,5 | 46,2 | 54,2 | 95,5 | 3,4 | 4,2 | 0,9 | 0,2 | 13,2 |
| 2010     | Atlanta Hawks    | 11  | 11  | 26,5 | 45,0 | 41,2 | 70,0 | 2,5 | 2,5 | 0,8 | 0,0 | 8,5  |
| 2011     | Miami Heat       | 20  | 20  | 20,8 | 28,1 | 25,8 | 50,0 | 1,8 | 1,2 | 0,6 | 0,3 | 3,7  |
| 2012     | N.Y. Knicks      | 5   | 1   | 23,6 | 39,1 | 41,2 | 66,7 | 4,2 | 2,6 | 0,2 | 0,0 | 5,4  |
| Carriera | Carriera         | 105 | 101 | 33,2 | 40,8 | 37,1 | 81,5 | 3,1 | 4,0 | 1,1 | 0,2 | 12,6 |

## Palmarès
- McDonald's All-American Game (1996)
- Campione NCAA (1997)
- NCAA AP All-America First Team (1998)
- NBA All-Rookie First Team (1999)